# David McCormick
David Harold McCormick (ur. 17 sierpnia 1965 w Washington) – amerykański polityk, urzędnik państwowy i przedsiębiorca, członek Partii Republikańskiej, senator Stanów Zjednoczonych z Pensylwanii od 3 stycznia 2025.

## Życiorys
Urodził się w mieście Washington w zachodniej części Pensylwanii. W 1987 roku ukończył Akademię Wojskową Stanów Zjednoczonych w West Point, uzyskując stopień Bachelor of Science. Służył jako spadochroniarz w 82. Dywizji Powietrznodesantowej. Wziął udział w I wojnie w Zatoce Perskiej, za swoją służbę został nagrodzony Brązową Gwiazdą. Zakończył służbę w US Army w 1992 roku. W 1996 roku zdobył stopień doktora na Uniwersytecie Princeton.
W latach 1996–1999 pracował jako doradca w oddziale McKinsey & Company w Pittsburghu. W latach 1999–2005 był CEO i prezesem dwóch firm, zajmujących się tworzeniem oprogramowania – FreeMarkets, Inc. oraz Ariba, Inc. W 2009 roku został prezesem największego na świecie funduszu hedgingowego, Bridgewater Associates. W 2017 roku został współdyrektorem generalnym Bridgewater Associates, a w 2020 roku – dyrektorem generalnym.
W 2005 roku został mianowany przez George’a W. Busha na stanowisko podsekretarza handlu ds. handlu, przemysłu i bezpieczeństwa. W sierpniu 2006 został zastępcą doradcy ds. bezpieczeństwa narodowego ds. międzynarodowych spraw gospodarczych. W sierpniu 2007 roku został podsekretarzem skarbu ds. międzynarodowych. Bezskutecznie ubiegał się o nominację Partii Republikańskiej w wyborach do Senatu Stanów Zjednoczonych w 2022 roku, przegrywając w prawyborach z Mehmetem Özem. W 2024 roku zwyciężył w prawyborach Partii Republikańskiej, w wyborach powszechnych pokonał dotychczasowego senatora i przedstawiciela Partii Demokratycznej, Boba Caseya.